# Jordan Grand Prix
Jordan Grand Prix est une écurie irlandaise de Formule 1, basée à Silverstone en Angleterre et fondée en 1991 par Eddie Jordan. 
Jordan Grand Prix a participé à 250 Grands Prix de Formule 1 entre 1991 et 2005, remportant quatre victoires et obtenant dix-neuf podiums, deux pole positions et deux meilleurs tours en course.
L'écurie a inscrit 291 points en championnat du monde et a obtenu comme meilleur classement une troisième place lors de la saison 1999. Jordan est également connue pour être l'écurie qui a permis à Michael Schumacher de faire ses débuts en championnat du monde de Formule 1. 
Au début de l'année 2005 l'écurie, rachetée par Alex Schnaider, dispute son ultime saison sous le nom Jordan avant d'être renommée Midland F1 Racing en 2006.

## Historique

### Eddie Jordan Racing: en Formule 3 puis F3000

Le logo initial de Jordan Grand Prix

Eddie Jordan, ancien pilote automobile irlandais qui a réussi quelques modestes exploits en Formule 2 notamment, fonde sa propre écurie de course automobile en 1980. Eddie Jordan Racing permet à de nombreux futurs grands noms de la course automobile comme, entre autres, Johnny Dumfries, Mike Thackwell, Ivan Capelli ou encore Stefan Johansson de se mettre en valeur.
EJR, second du championnat de Grande-Bretagne de Formule 3 en 1983 grâce à Martin Brundle, récidive en 1984 avec Allen Berg puis en 1986 avec Maurizio Sandro Sala. Le titre est acquis en 1987 grâce à l'espoir britannique Johnny Herbert.
Fort de ce succès, EJR s'inscrit en 1988 en championnat intercontinental de Formule 3000 avec de grandes ambitions. En effet, Eddie Jordan peut compter sur un budget important avec ses nouveaux sponsors Camel et Q8 et deux voitures confiées à Herbert et Thomas Danielsson. EJR est une des rares équipes à disposer du nouveau châssis Reynard Motorsport 88-D, le constructeur britannique débutant lui aussi à ce niveau. Herbert remporte la première épreuve sur le circuit de Jerez et, après un forfait à Pau, réalise un deuxième podium à Monza avant d'être la principale victime d'un effroyable carambolage survenu lors de la septième manche du championnat disputée sur le circuit de Brands Hatch. Nouvel équipier de Johnny Herbert, en remplacement de Danielsson, le britannique Martin Donnelly signe deux autres succès pour le compte d'EJR, ce qui lui vaut la troisième place au classement final.
En 1989, Martin Donnelly est associé à Jean Alesi qui sort d'une saison difficile avec l'équipe française Oreca. Les deux hommes disposent désormais d'un moteur Mugen Motorsports, au même titre que DAMS et Pacific Racing, et font figure de favoris pour le titre. Si Donnelly ne parvient pas à concrétiser, avec une seule victoire à Brands-Hatch, Alesi devient champion intercontinental de F3000 en s'imposant à Pau, Birmingham et Spa-Francorchamps. Il devance ses compatriotes Érik Comas et Éric Bernard. Désormais titré, Eddie Jordan envisage d'entrer en Formule 1.

### Jordan Grand Prix: les débuts en Formule 1

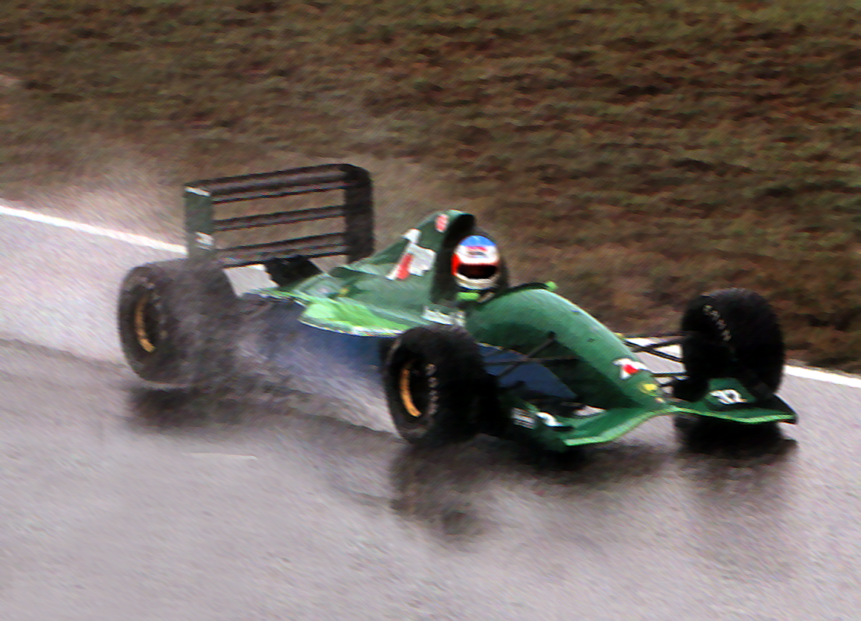
Michael Schumacher lors de ses débuts en Formule 1 sur Jordan 191 à Spa-Francorchamps en 1991

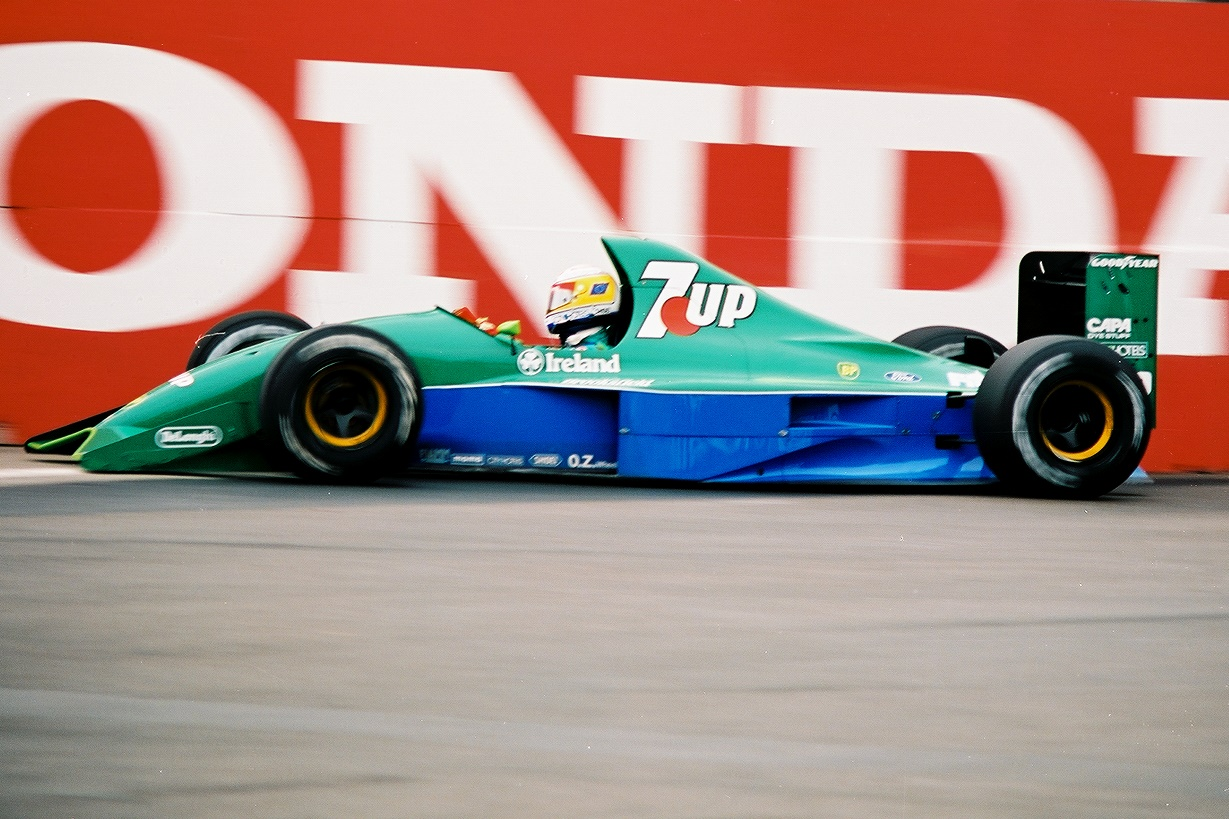
Bertrand Gachot sur Jordan 191 au GP des États-Unis en 1991

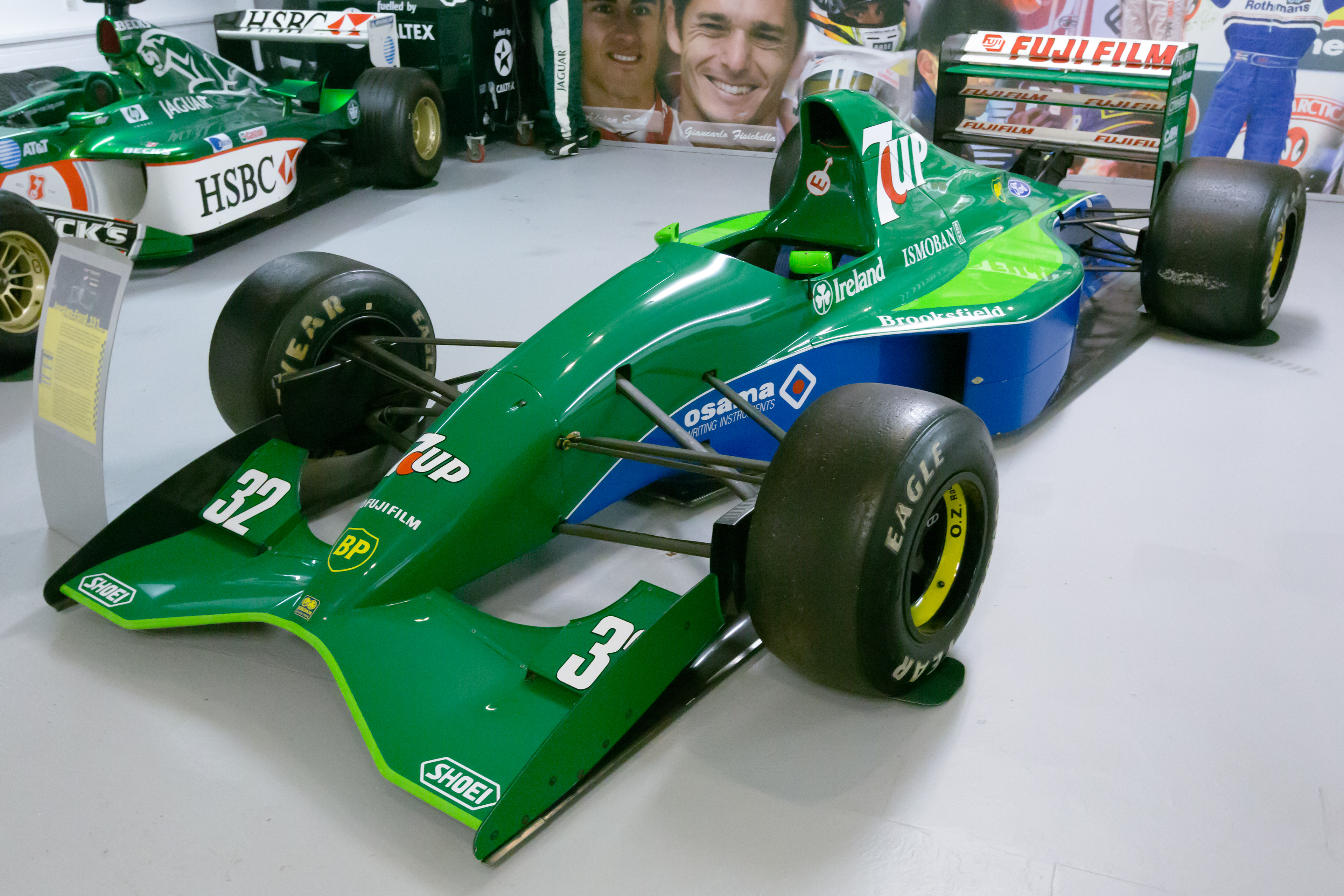
La Jordan 191 exposée au musée de Donington

Si EJR dispute le championnat international de Formule 3000 1990 en passant à trois voitures, confiées à Emanuele Naspetti, Eddie Irvine et au néophyte Heinz-Harald Frentzen, Eddie Jordan mandate Gary Anderson pour concevoir sa future monoplace de Formule 1. L'Irlandais est l'ingénieur qui a permis à Roberto Moreno de remporter le championnat 1988 de F3000 pour le compte de Bromley Motorsports au nez à la barbe des pilotes EJR. Ancien de chez Brabham Racing Organisation, Anderson a participé dès la fin des années 1970 à la conception des McLaren M28 et M29 puis est devenu chef de projet chez Reynard en F3000 où il a travaillé en étroite collaboration avec le Team Jordan. La Jordan 191 est mise en chantier et Anderson dispose de plus d'un an pour la peaufiner, son engagement en Formule 1 n'étant prévu que pour 1991.
Manquant de liquidités pour s'engager dans la catégorie reine, Eddie Jordan a dans l'idée de fusionner son équipe de F3000 avec Team Lotus, propriété de la veuve de Colin Chapman, afin de profiter du soutien financier estimé à 20 millions de dollars du manufacturier de tabac Camel. Lorsque Camel s'associe à Williams et Benetton, Jordan ne réussit à conclure qu'un accord d'1,1 million de dollars sur une seule année avec le limonadier Seven Up, propriété de Pepsi-Cola. Jordan, afin de rassurer d'éventuels autres commanditaires sur la santé financière de sa jeune écurie, laisse alors planer la rumeur d'un contrat de dix millions de dollars sur trois ans. 
Jordan achète à crédit le moteur V8 Ford HB Serie IV identique à celui qui propulse les Benetton plus performant que les Cosworth de conception plus ancienne. L'ancien pilote irlandais de Formule 1 John Watson est chargé des premiers essais de la monoplace qui semble bien née. Eddie Jordan rebaptise son écurie Jordan Grand Prix et recrute Andrea De Cesaris et Bertrand Gachot en tant que titulaires. Ces pilotes sont avant tout recrutés en raison de leurs soutiens financiers : ils apportent huit millions de dollars pour boucler le budget de la saison à venir. Gachot est un ancien de la « pouponnière » Jordan qui végète depuis quelques saisons en Formule 1 au sein d'écuries de fond de grille comme Rial Racing, Coloni ou Onyx Grand Prix. Jordan, écurie débutante, compte beaucoup sur Gachot pour se sortir des pré-qualifications et qualifications. De Cesaris, pilote véloce mais qui souffre d'une fâcheuse tendance à briser ses monoplaces est recruté pour inscrire des points ; après 150 Grands Prix sans victoires, l'Italien voit chez Jordan l'opportunité de redorer son blason.
Le premier Grand Prix de la saison 1991 est perturbant pour l’écurie puisque Gachot se classe dixième tandis que de Cesaris, censé inscrire des points, ne se pré-qualifie pas. Après quelques courses difficiles, l'écurie novice réalise son premier exploit lors du Grand Prix du Canada où les deux pilotes inscrivent les premiers points de l’équipe en terminant quatrième et cinquième. Cette course constitue le prélude à une belle moisson de points puisque de Cesaris se classe quatrième au Mexique puis sixième en France. Gachot  effectue une saison bien au-delà des espérances d’Eddie Jordan en inscrivant de nouveaux points lors du Grand Prix de Grande-Bretagne (sixième) puis en terminant cinquième en Allemagne avant de réaliser le meilleur tour en course en Hongrie. À la suite d'une altercation avec un chauffeur de taxi londonien, Gachot est emprisonné et Eddie Jordan recrute en catastrophe l’espoir allemand Michael Schumacher qui débute en Formule 1 à l'occasion du Grand Prix de Belgique, sur le circuit de Spa-Francorchamps. Les Jordan sont les seules monoplaces, avec les McLaren, à franchir à fond le raidillon de l'Eau Rouge et de Cesaris, jusqu'à son abandon à trois tours de la fin sur surchauffe moteur, est constamment en mesure d'inquiéter Ayrton Senna pour la victoire. Schumacher réalise une qualification inespérée en septième position avant d'abandonner dès le premier tour, sur problème mécanique. Jordan, au bord de l'asphyxie financière, propose à l'Allemand un contrat de pilote-payant à hauteur de 3 millions et demi de dollars par an jusqu'en 1994. Willi Weber, l'agent de Schumacher, préfère signer avec Benetton Formula, qui lui propose un salaire de 500 000 dollars. Schumacher quitte Jordan et prend la place de Roberto Moreno, limogé sans ménagement. Le Brésilien rebondit temporairement chez Jordan où il effectue deux Grands Prix, payés par Benetton à titre de dédommagement. Eddie Jordan recrute ensuite le pilote de F3000 Alessandro Zanardi, novice en Formule 1 qui, tout comme Moreno, ne parvient pas à inscrire de points. Lorsque s'achève la saison, Jordan Grand Prix a inscrit 13 unités et se classe cinquième du championnat des constructeurs ; financièrement, l'écurie est au bord de la rupture.

### 1992-1993: net recul des performances

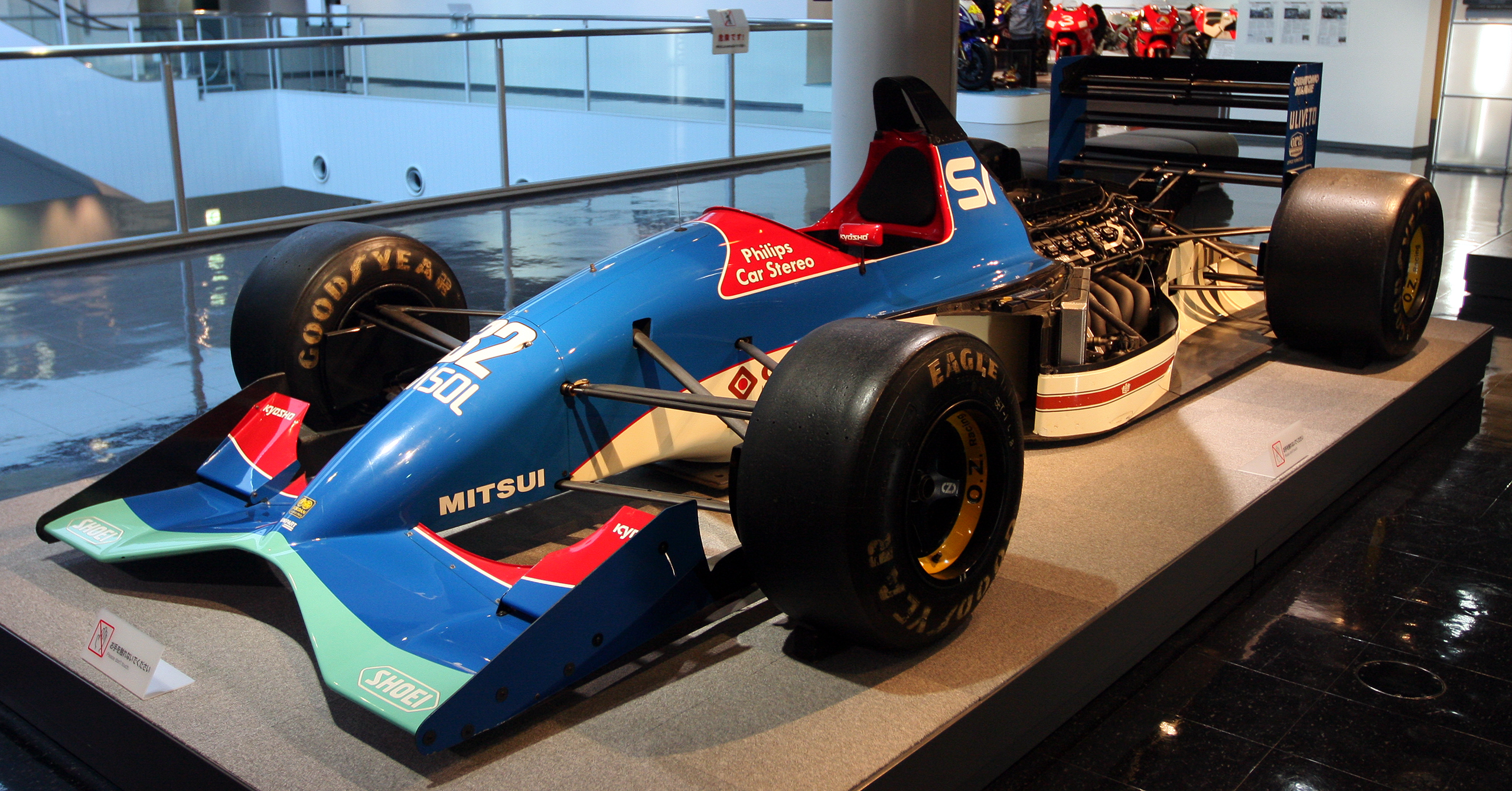
La Jordan 192 exposée au Yamaha Communication Plaza, Iwata, Shizuoka

En 1992, Jordan Grand Prix, quasiment au bord de la faillite, sollicite de Seven Up un nouveau contrat revu à la hausse mais la compagnie américaine ne propose qu'une reconduction du contrat initial : Eddie Jordan refuse et doit négocier l'étalement de sa dette jusqu'en 1994 pour le moteur Ford utilisé en 1991. Il réussit in extremis grâce à l'aide de Bernie Ecclestone, à négocier un contrat de fourniture moteur avec Yamaha qui apporte en plus un soutien de cinq millions de dollars. L'écurie recrute le pilote-payant brésilien Mauricio Gugelmin qui apporte le soutien de Sasol (huit millions de dollars) ainsi que Stefano Modena, en provenance de Tyrrell Racing. 
Sur le plan sportif, la saison ne s'annonce pas sous les meilleurs auspices puisque le bloc nippon qui motorisait précédemment les Zakspeed puis les Brabham n'a permis à ces écuries que de glaner trois points en deux saisons (la firme nippone ayant fait l'impasse sur la saison 1990 pour construire un moteur V12 en lieu et place du V8 utilisé en 1989 par Zakspeed). Gary Anderson et Andrew Green conçoivent la Jordan 192 qui doit s'accommoder du lourd et fragile V12. La monoplace dispose d'une boîte de vitesses séquentielle transversale à sept rapports qui s'avère très peu fiable. La saison est une succession de déconvenues : quatre non-qualifications, quatre abandons dus au moteur, quatre abandons dus à la boîte et quatre abandons dus à la transmission. L’écurie n'inscrit son seul point que lors de la dernière manche de l'année, en Australie où Modena termine sixième.
En 1993, Yamaha motorise Tyrrell Racing et Jordan récupère un V10 Hart un temps convoité par McLaren. Anderson et Green dotent la Jordan 193 d'une boîte semi-automatique, d'un anti-patinage et d'un contrôle électronique d'assiette du train avant qui fait office de suspension active. Ivan Capelli, ancien pilote Jordan en Formule 3, remplace son ancien coéquipier du temps de Leyton House et épaule le prometteur débutant brésilien Rubens Barrichello, champion d'Europe de Formule Lotus en 1990, champion d'Angleterre de Formule 3 en 1991 et troisième du championnat intercontinental de F3000 la saison précédente.
Le premier Grand Prix de la saison se solde par un double abandon tandis que le second voit la non-qualification de Capelli, immédiatement limogé et remplacé par le vétéran Thierry Boutsen qui compte 154 départs en Grands Prix. Malgré la fougue de l'un et l'expérience de l’autre, les pilotes ne sont jamais à même de se mettre en valeur. La monoplace est particulièrement instable et manque même d'adhérence en pleine charge en ligne droite. Lors du Grand Prix d'Europe disputé sous le déluge de Donington, Barrichello, en slicks, réussit à atteindre à la troisième place avant de tomber en panne d'essence à trois tours du but. En France, Barrichello, longtemps sixième, perd sa place synonyme de point de donc de prime FIA, là encore à trois tours du drapeau à damier. 
Après son Grand Prix national en Belgique (sa dernière course en Formule 1), Boutsen est remplacé par le débutant Marco Apicella, qui, après son abandon ne pilotera plus en Formule 1. Il est remplacé à son tour par Emanuele Naspetti qui n'a que cinq courses à son actif et qui, à la suite de son abandon sur rupture moteur, ne retrouvera plus d'engagement dans la catégorie-reine. Jordan est devenue l'écurie qui brise les carrières (quatre pilotes sur les six engagés durant la saison). L'avant-dernière épreuve se déroulant au Japon, Jordan recrute sur place un pilote irlandais du Nord exilé en championnat nippon de F3000 ; Eddie Irvine avait déjà couru pour Jordan en 1990 (une victoire et la troisième place du championnat de F3000) et a l'avantage de connaître parfaitement le tracé de Suzuka. L’épreuve permet à Barrichello de marquer ses premiers points en championnat du monde en terminant cinquième. Le bonheur de Jordan est d'autant plus fort qu'Irvine inscrit le point de la sixième place. L’éclaircie ne dure pas pour Jordan puisque la dernière épreuve se solde par un nouveau résultat vierge. Avec trois points, Jordan pointe au dixième rang des constructeurs.

### 1994-1996: retour vers le haut

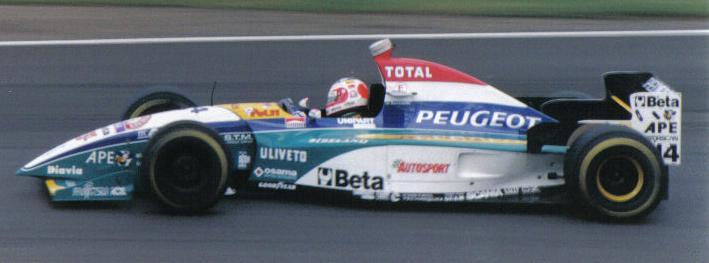
Barrichello au Grand Prix de Grande-Bretagne.

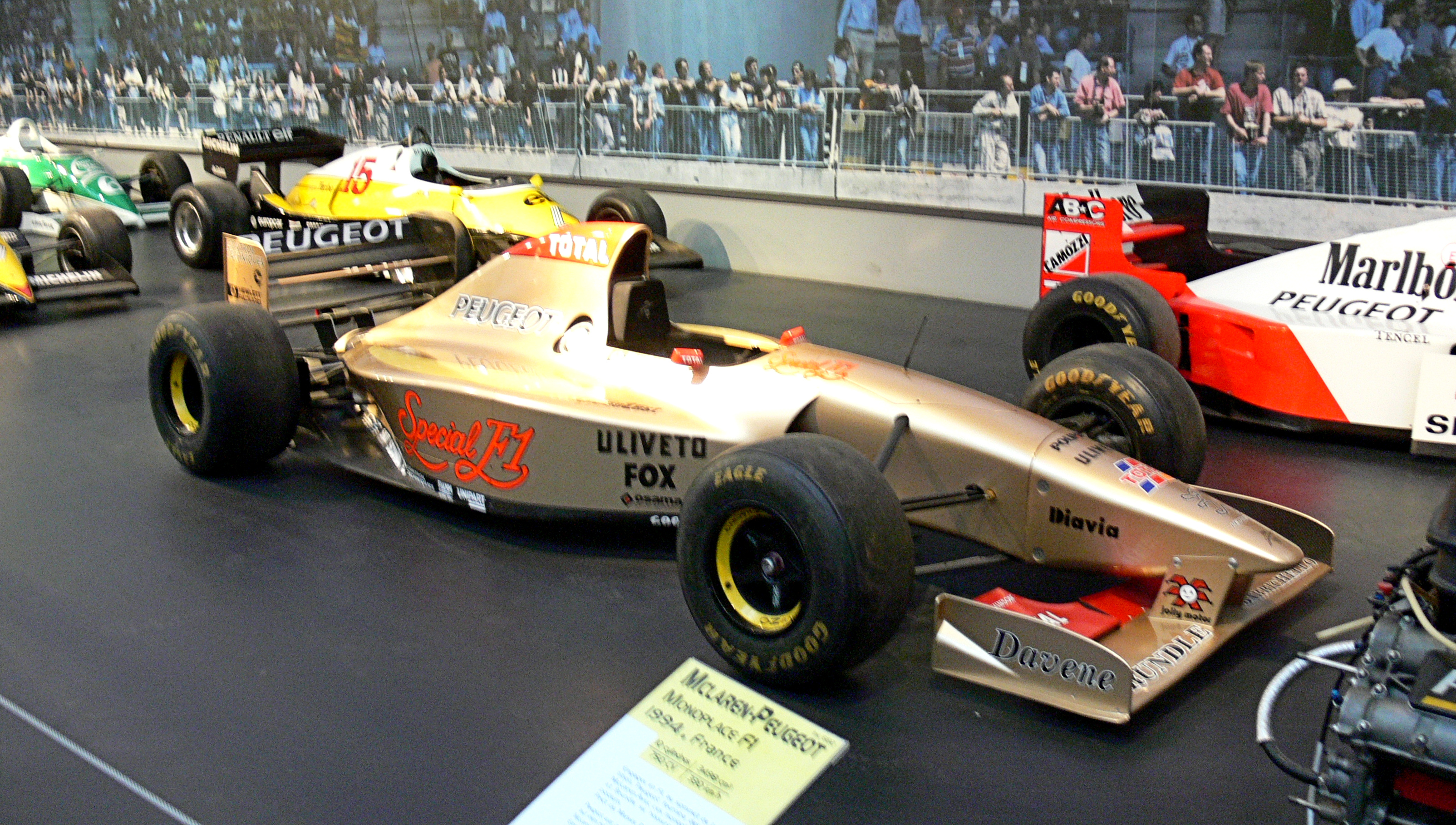
La Jordan-Peugeot 196 de 1996. La livrée dorée, peu photogénique, sera remplacée par un jaune vif dès l'année suivante.

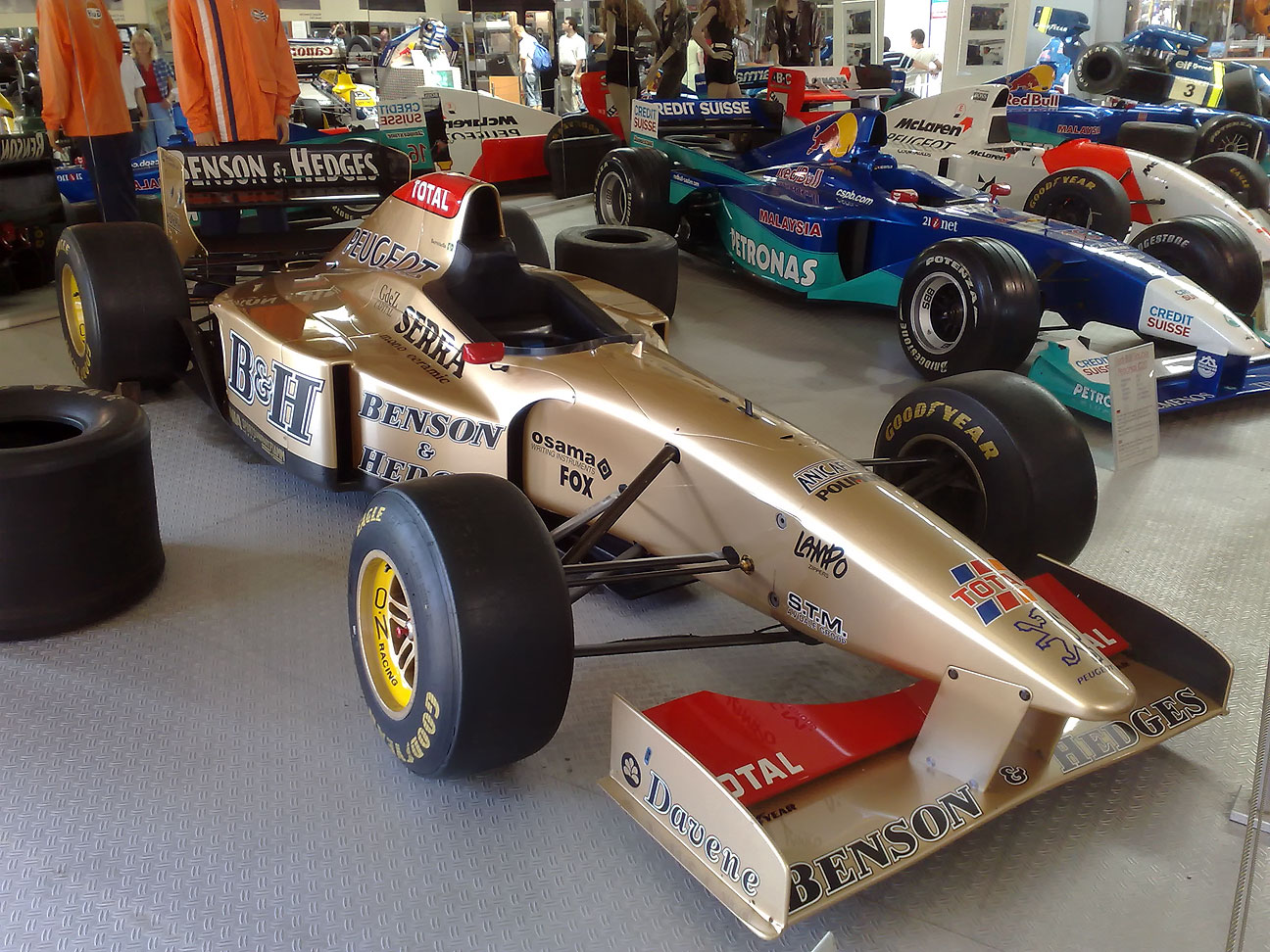
Jordan-Peugeot 196 de 1996.

Après avoir utilisé trois moteurs différents en trois ans, Jordan poursuit son partenariat avec Hart en 1994. Le V10 a évolué puisque 75 % de ses composants diffèrent du bloc employé en 1993. Toutefois, avec 720 chevaux, le Hart reste l'un des blocs les moins puissants du plateau et ne dispose toujours pas de distribution pneumatique. Comme autre preuve de la volonté de stabilité de l’écurie, les pilotes de la fin de la saison précédente sont confirmés. 
Gary Anderson et Andrew Green sont encore responsables de la Jordan 194 qui effectue des débuts contrastés au Brésil. Pour son Grand Prix national, Barrichello, mal qualifié en quatorzième place, réussit à terminer quatrième tandis qu'Irvine, dont c'est le troisième Grand Prix, est jugé responsable d'un carambolage qui implique quatre voitures au 33e tour ; la FIA le condamne à trois courses de suspension. Il est remplacé par le Japonais Aguri Suzuki, censé maîtriser le circuit d’Aïda, pour le Grand Prix du Pacifique (il sort de la piste à la mi-course) puis par de Cesaris lors des deux courses suivantes. Barrichello, qualifié huitième, obtient au Japon son premier podium et le premier de l'écurie. À Imola, de Cesaris est le seul pilote Jordan à s’élancer, Barrichello ayant été victime d'un spectaculaire accident lorsque sa monoplace décolle et finit sa course dans les grillages de protection au-dessus des murets de piste durant les essais. De Cesaris remplit le rôle qui lui est dévolu avec succès en terminant quatrième de l'épreuve monégasque avant de rendre son volant à Irvine qui inscrit le point de la sixième place pour son retour à la compétition, en Espagne. En Grande-Bretagne, Barrichello termine au pied du podium avant que l'équipe ne subisse un passage à vide en Allemagne et en Hongrie.
Lors du Grand Prix de Belgique, l'écurie fait preuve d’une grande clairvoyance. La première séance d'essais qualificatifs débute sous une pluie battante mais Barrichello réalise le meilleur temps alors que le passage répété des monoplaces assèche la piste. Le lendemain, dans des conditions météo similaires, Jordan décide de ne pas engager ses monoplaces pour ne pas contribuer à l'assèchement de la piste qui pourrait ruiner la performance de son poleman provisoire. La stratégie s'avère payante et le Brésilien obtient la première pole position de l’écurie. Les Jordan font une fin de saison tonitruante en inscrivant des points lors des cinq dernières épreuves : Rubens Barrichello termine à trois reprises à la quatrième place (Italie, Portugal et Australie) tandis qu’Irvine se classe quatrième du Grand Prix d’Europe puis cinquième au Japon. Avec une pole, un podium, 28 points inscrits et la cinquième place du classement des constructeurs, Jordan réalise sa meilleure saison depuis ses débuts en Formule 1. La cerise sur le gâteau est la signature en fin d'année d'un contrat de fourniture moteur avec Peugeot après que Ron Dennis, patron de l'écurie McLaren rompt, à l'issue de la première année de collaboration, le contrat qui le liait avec le motoriste français pour quatre ans. Eddie Jordan récupère pour trois ans (la fin du contrat initial McLaren) et gratuitement (le moteur est déjà payé par McLaren) le V10 français. L'association du moteur Peugeot (8 podiums et 42 points inscrits en 1994) et du savoir-faire Jordan fait naître de gros espoirs pour la saison à venir.
En 1995, alors que le budget global de l'écurie ne tourne qu'autour des 45 millions de dollars, Gary Anderson et Tim Holloway élaborent une toute nouvelle monoplace, la Jordan 195, confiée à Barrichello et Irvine. Elle dispose du V10 Peugeot dont la cylindrée a été ramenée à 3 litres comme le veut la nouvelle réglementation. Le Peugeot A10 perd une cinquantaine de chevaux par rapport à son aîné mais gagne près de 1 000 tr/min en régime maximum. La monoplace est dotée d'une boîte de vitesses longitudinale semi-automatique, d'un embrayage électronique au volant et d'un accélérateur électronique fly-by-wire. Toutes ces innovations techniques rendent le début de saison délicat puisque les deux monoplaces abandonnent lors du Grand Prix inaugural au Brésil (boîte de vitesses) puis en Argentine (problème de moteur). À Saint Marin, la boîte provoque l'abandon du pilote brésilien. Il faut attendre le quatrième Grand Prix pour qu'Irvine, en se classant cinquième en Espagne inscrive les premiers points de son équipe. L'embellie pointe au Canada où les deux pilotes montent sur le podium, Barrichello terminant second devant l'Irlandais. La suite de l’année est plus difficile, la 195 se révélant rétive. Barrichello se classe toutefois sixième en France et en Belgique puis quatrième du Grand Prix d'Europe tandis qu'Irvine récolte les points de la sixième place en Europe et termine quatrième de l'épreuve japonaise. Le bilan de l'année est mitigé : 2 podiums, 21 points inscrits et la 6e place au championnat, un bilan moins favorable que l'année précédente avec le modeste Hart. Par contre les pilotes ont attiré tous les regards. Si Barrichello, approché par Ferrari et McLaren, choisit toutefois de rester fidèle à son employeur, Irvine quitte Jordan pour Ferrari.
En 1996, le duo d'ingénieurs dévoile la Jordan 196, en rupture avec sa devancière ; sa proue est étroite et surélevée à la façon d'une Benetton, la ceinture de cockpit est relevée pour répondre à la nouvelle règle en matière de protection du pilote et les pontons sont percés de deux ouïes séparées assurant le refroidissement des radiateurs d'huile et d'eau. La monoplace adopte également un système de direction assistée. Pour ce faire, Jordan a étoffé son personnel qui passe désormais à 86 employés, le double de son effectif initial. Peugeot a développé un nouveau V10, l'A12 EV5 et l'accent a été mis non pas sur la puissance, inchangée, mais sur une meilleure fiabilité. Jordan, par l'entremise de Peugeot, approche la Seita mais le tabatier français, déjà en contrat avec Ligier ne souhaite pas augmenter son investissement en Formule 1 ; Eddie Jordan se tourne alors vers Benson & Hedges et un contrat de 10 millions de dollars par an sur trois ans est officialisé une semaine avant le début de la saison : les monoplaces reçoivent alors une livrée dorée imitant la couleur du paquet de cigarettes. Martin Brundle, vainqueur des 24 Heures du Mans 1990, et qui a pris le départ de 142 Grands Prix de Formule 1 (90 points inscrits au volant de Tyrrell, Zakspeed, Brabham, Benetton, Ligier et McLaren) remplace Irvine et apporte à Jordan l'expérience nécessaire à la mise au point de la monoplace.
Jordan rate à nouveau son début de saison ; en Australie, Brundle sort indemne d'un effrayant crash quand sa monoplace, lancée à 290 km/h, heurte la roue arrière de la Sauber de Johnny Herbert, décolle, passe au-dessus les voitures d’Herbert et de David Coulthard avant de se briser en deux en retombant dans le bac à sable. Jordan ouvre le score à la troisième épreuve, grâce à la quatrième place de Barrichello en Argentine. Au Grand Prix d'Europe les pilotes terminent cinquième et sixième puis, lors de l’épreuve suivante à Imola, Barrichello termine cinquième. Après un nouveau passage à vide de deux épreuves, Jordan marque dans cinq des sept dernières épreuves : Brundle est sixième au Canada et en Grande-Bretagne, quatrième à Monza puis cinquième à Suzuka tandis que Barrichello se classe quatrième à Silverstone, sixième en Allemagne et cinquième en Italie. Le bilan de la saison est à nouveau mitigé : si Jordan gagne un rang au classement des constructeurs en terminant cinquième, l’écurie n'a pas de podium à son actif et n'a inscrit qu'un point de plus qu'en 1995. Déçu, Barrichello rejoindre la nouvelle venue Stewart Grand Prix tandis que Brundle prend sa retraite en Formule 1.

### 1997-1998: podiums et première victoire

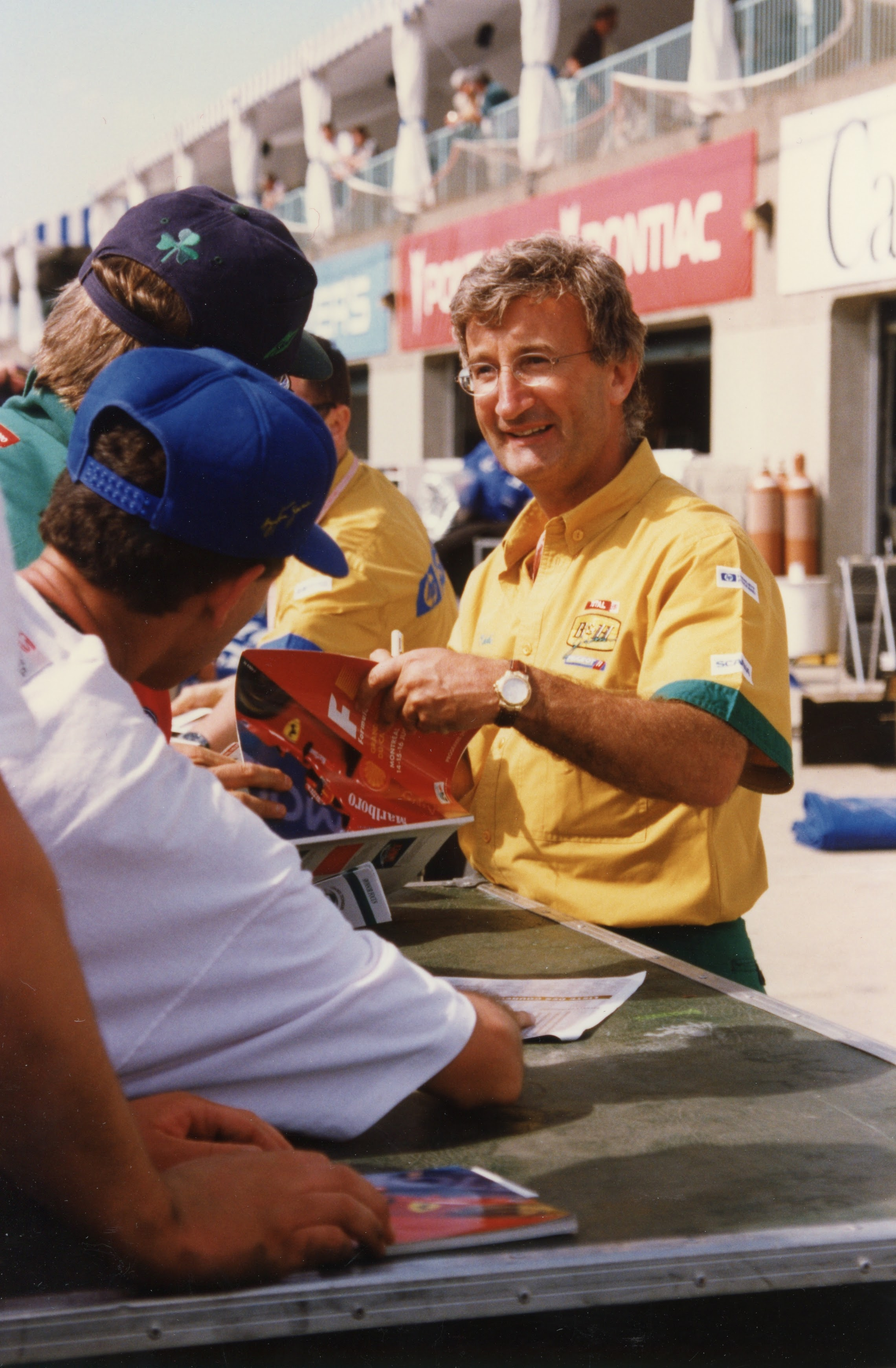
Eddie Jordan, fondateur de l'écurie

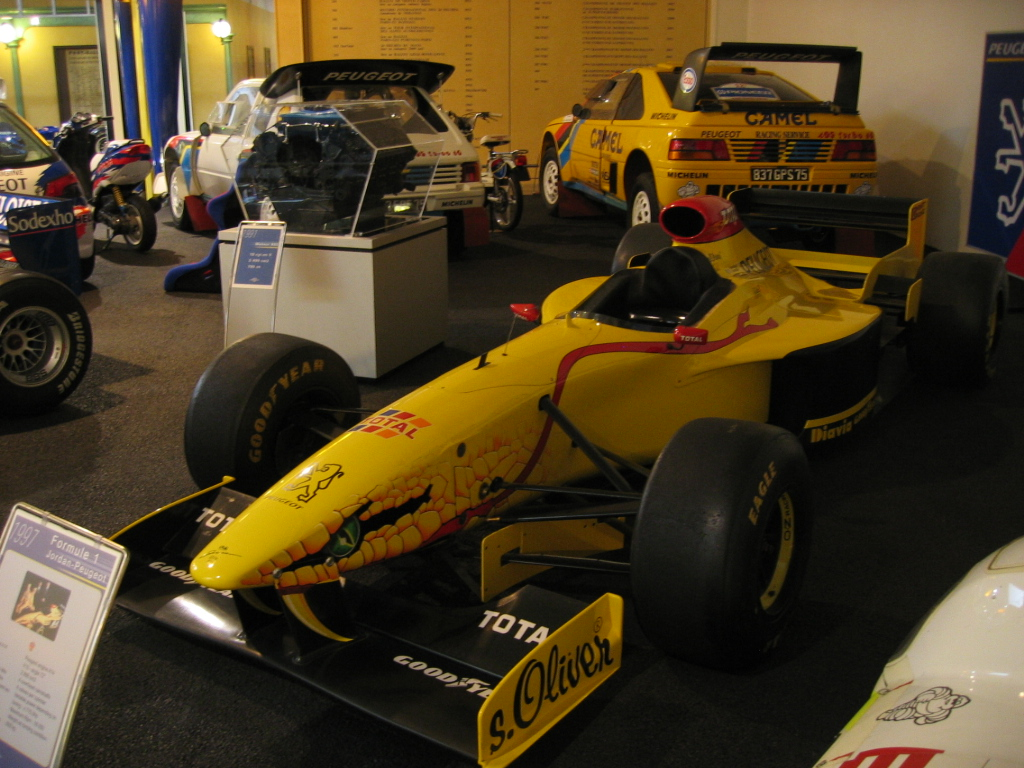
La « Vipère » Jordan-Peugeot 197 de 1997

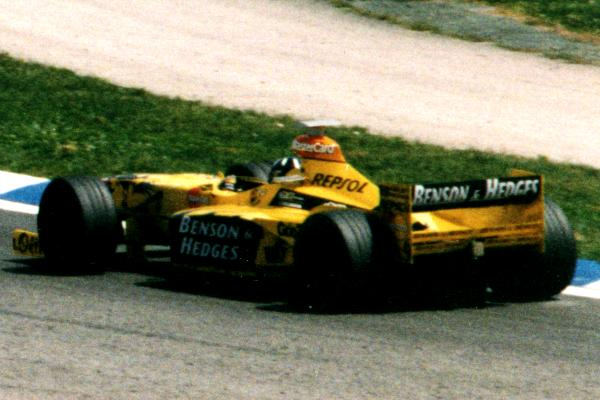
Damon Hill au volant de la Jordan 198 de 1998

En 1997, Gary Anderson et Tim Holloway, bien aidés par la nouvelle soufflerie mise en fonction en août 1996, dévoilent la nouvelle Jordan 197 dont la partie avant est encore plus fine et le museau légèrement busqué. L'arrière a subi des modifications encore plus radicales car le V10 Peugeot A14 tolère des températures de fonctionnement plus élevées que son prédécesseur. Ainsi, les pontons sont plus reculés et les ouïes de refroidissement ont disparu. La prise d'air de refroidissement du moteur est devenue ovale pour mieux laisser fonctionner l'aileron arrière. Le personnel de l'écurie accru, compte 110 employés. Visuellement, la monoplace diffère largement de sa devancière par sa livrée jaune vif car la livrée dorée similaire à celle des paquets de cigarettes Benson et Hedges passait très mal à la télévision ou sur les clichés des photographes. La 197 est ornée d'une tête de vipère tous crochets dehors avec une langue bifide courant jusqu'au cockpit, que Gary Anderson n'apprécie pas. L'équipe a renouvelé son duo de pilotes et mise sur la jeunesse de Ralf Schumacher, débutant en Formule 1 et champion du Japon en titre de F3000 et de Giancarlo Fisichella (9 Grands Prix chez Minardi à son actif) qui remplace Brundle devenu commentateur sur le chaîne de télévision britannique ITV. 
L'équipe manque son début de saison mais se rattrape lors de la troisième manche où Schumacher inscrit ses premiers points dans la discipline en terminant troisième en Argentine, après avoir envoyé son équipier dans le décor. Fisichella se met en valeur en inscrivant des points à Imola (quatrième), Monaco (sixième) et en grimpant sur le podium au Canada ; l'Italien réalise le meilleur tour en course au Grand Prix d'Espagne. Ralf termine sixième en France puis cinquième en Grande-Bretagne, en Allemagne et en Hongrie. À Hockenheim, Fisichella, qualifié en première ligne, mène la course pendant sept tours mais laisse la victoire à Gerhard Berger, à la suite d'une crevaison. Il a sa revanche en terminant second en Belgique, puis quatrième en Autriche et en Italie. Les Jordan ont inscrit des points dans 11 des 17 manches de l'année, dont huit fois consécutivement, et l'écurie réalise sa meilleure saison depuis ses débuts : cinquième du classement des constructeurs, elle a obtenu 33 points, trois podiums et un meilleur tour en course. Cependant Peugeot, ayant signé un contrat de trois ans avec Prost Grand Prix dès le mois de février 1997, quitte Jordan qui négocie un partenariat avec Mugen-Honda, l'ancien motoriste de Prost Grand Prix.
En 1998, l'équipe crée la surprise en engageant l'ancien champion du monde Damon Hill (qui a disputé le championnat du monde F3000 pour le compte de l'équipe EJR / Middlebridge) pour remplacer Fisichella parti chez Benetton. Pour attirer l'Anglais, également convoité par BAR, Eddie Jordan doit s'aligner sur les propositions financières de son concurrent et débourse 15 millions de dollars par saison. Jordan recrute l'espoir des ingénieurs Mike Gascoyne qui épaule Gary Anderson à la conception de la Jordan 198. En vertu du nouveau règlement, la monoplace est plus petite que la 197 mais ses pontons sont plus longs et les dérives d'aileron avant plus travaillées. Le V10 Mugen Honda MF 301 HC fournit 690 chevaux à 13 800 tr/min et est totalement différent du bloc qui propulsait les Prost en 1997. Le nouveau moteur est ainsi plus compact, plus léger et son centre de gravité a été abaissé. La monoplace est tellement affutée qu'elle pèse moins que les 600 kg minimum réglementaires et reçoit donc un lest ajustable. Sur le museau de la monoplace jaune et noire, la vipère cède la place à un « frelon bourdonnant » (en anglais : Buzzing Hornet, avec un « B » et un « H » majuscule, comme Benson & Hedges) pour contourner la législation sur le tabac en vigueur sur certaines manches.
Le début de saison est encore plus catastrophique que par le passé ; il faut attendre le neuvième Grand Prix, en Grande-Bretagne, pour que Ralf Schumacher inscrive le point de la sixième place. À partir de là, l'écurie se redresse et la seconde moitié de la saison est notamment plus convaincante. Les pilotes inscrivent des points en Autriche (Ralf cinquième), en Allemagne (Ralf sixième et Hill quatrième), en Hongrie (Hill à nouveau quatrième). En Belgique, Damon Hill réalise une inattendue qualification en seconde ligne avant d'offrir à Eddie Jordan sa première victoire en Formule 1 après 127 départs, Ralf Schumacher complétant le podium pour assurer le doublé. Ralf obtient un autre podium lors de l'épreuve suivante en Italie (où Hill se classe sixième) puis l'Anglais inscrit les points de la quatrième place lors du Grand Prix de clôture au Japon. Jordan Grand Prix réussit sa plus belle saison avec la quatrième place du championnat des constructeurs, 34 points et une victoire. Honda se montre intéressé par le rachat de l'écurie et souhaite faire de Jordan sa « tête de pont » pour essuyer les plâtres avant un retour dans la discipline-reine sous son nom propre ; les négociations tournent court lorsqu'Eddie Jordan demande un minimum de 150 millions de dollars pour le rachat de sa structure.

### 1999: Jordan devient untop team

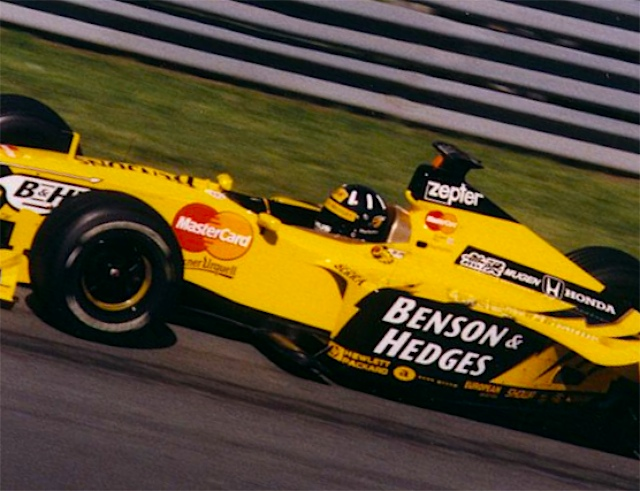
Damon Hill sur la Jordan 199 en 1999 au Canada

En 1999, Heinz-Harald Frentzen, ancien pilote de F3000 au sein du Eddie Jordan Racing effectue une partie de chaises musicales avec Ralf Schumacher en partance chez Williams F1 Team. Frentzen signe un contrat de trois ans avec salaire évolutif (quatre millions de dollars en 1999, cinq en 2000 et six en 2001). De plus, une clause du contrat permet à Frentzen de le prolonger de lui-même sous réserve d'obtention de bons résultats. L'Allemand épaule Damon Hill au volant de la Jordan 199 conçue par Gascoyne et Holloway, Gary Anderson étant parti chez Stewart Grand Prix. Gascoyne a réussi, la saison précédente, à redresser la barre en modifiant une monoplace mal née qui n'avait pas inscrit de point en huit courses. Aérodynamicien de formation, il accorde une grande importance aux études en soufflerie, ce qui explique que la monoplace est finalisée très tardivement (bien que le staff technique soit passé à 165 employés) alors que Jordan était une des premières équipes à présenter sa monture. La 199 est mue par un V10 Mugen-Honda MF 301 HD, plus compact et léger que le HC de 1998. Si la puissance n'évolue pas et se situe autour des 680-700 ch, le bloc s'avère plus souple à haut régime et peut atteindre les 15 000 tr/min.

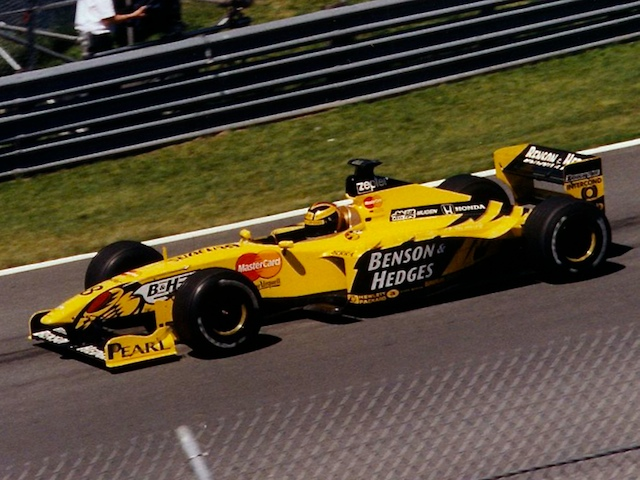
Heinz-Harald Frentzen sur la Jordan 199 en 1999 au Canada

Hors des paddocks, Eddie Jordan est encore plus actif. Il cède 40 % du capital de son écurie pour 80 millions de dollars à la société de capital-risque Warburg Pincus qui investit des fonds de pension et, à la manière de Ferrari, décline sa marque sur de nombreux produits dérivés (T-shirts, boisson « EJ10 », bière « V10 », VTT, chaussures de sport, scooter Honda en série limité…)
L'entame de la saison est extrêmement bon puisque Frentzen monte sur deux podiums lors des deux premières courses puis Hill se classe quatrième à Imola. Il est imité par l'Allemand lors de l'épreuve suivante, à Monaco, avant un passage à vide de deux épreuves. En France, Frentzen remporte sa première victoire chez Jordan avant de doubler la mise en Italie. Entretemps, les pilotes ont inscrit des points lors de chacune des épreuves, Frentzen montant à deux reprises sur le podium (troisième de son épreuve nationale et en Belgique). À partir de l'Italie, Frentzen, troisième du championnat à 10 points des leaders Mika Häkkinen et Eddie Irvine entrevoit la possibilité de devenir champion. Au Grand Prix d'Europe, il réalise la pole position mais abandonne sur problème électrique. Il ne se classe que sixième en Malaisie alors qu'Häkkinen et Irvine décrochent le podium et la victoire : Frentzen finit troisième du championnat mais a permis à Jordan de réaliser sa meilleure saison. L‘écurie, qui a marqué des points à treize reprises en seize courses, termine troisième du championnat avec 61 points (presque le double de la saison précédente) et a obtenu 2 victoires, 6 podiums et 1 pole position. Jordan fait désormais partie des top teams. Damon Hill, largement mis sous l'éteignoir par son coéquipier (7 points contre 54) est remplacé pour 2000 par le jeune Jarno Trulli qui a, lui aussi, inscrit 7 points au volant de la modeste Prost.

### 2000-2002: le déclin

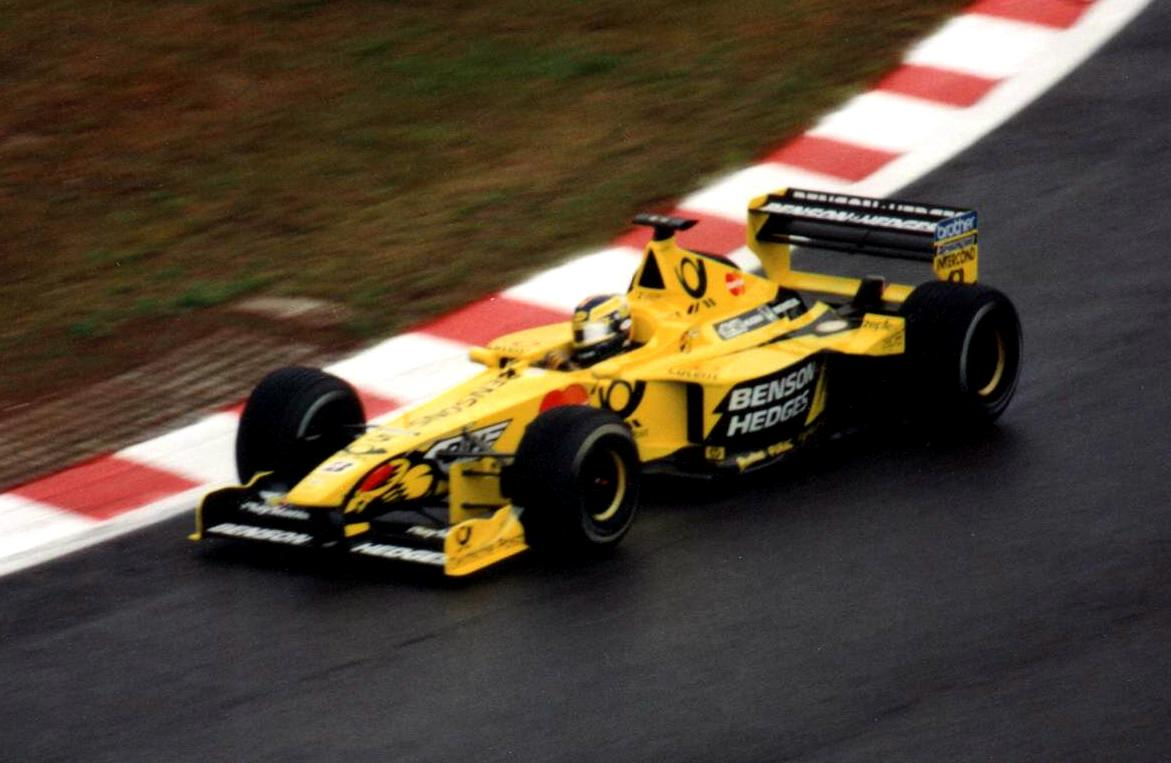
Heinz-Harald Frentzen à bord de la Jordan EJ10B au GP de Belgique 2000.

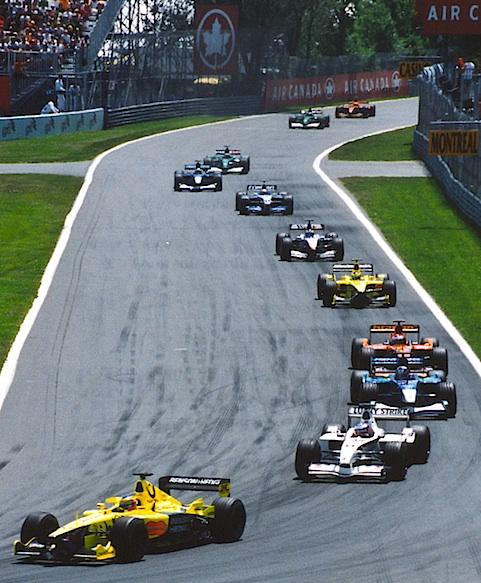
Jarno Trulli sur Jordan EJ11 en tête du peloton de chasse dans le premier tour du GP du Canada en 2001.

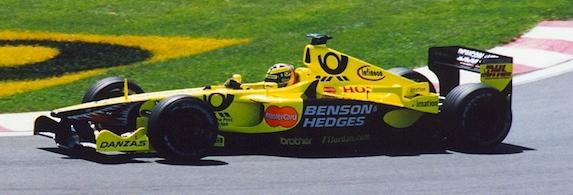
Heinz-Harald Frentzen sur Jordan EJ11 au GP du Canada en 2001.

Grâce à son nouveau statut et à la nationalité de son premier pilote, Jordan dispose pour la saison 2000 du soutien financier de l’entreprise allemande Deutsche Post. L'écurie, riche d'un budget de l'ordre de 100 millions de dollars, accroît son personnel qui passe à près de 200 et peut poursuivre son association avec Mugen qui demeure en Formule 1 bien que Honda fasse son retour dans la discipline. Le V10 Mugen MF301 HE est donné pour 770 ch, un gain substantiel par rapport à son prédécesseur. La conception de la Jordan EJ10 (nouvelle dénomination des châssis pour fêter les dix ans de présence en Formule 1) est encore confiée au tandem Gascoyne-Holloway. Mike Gascoyne a exigé que l'effectif dévolu aux études en soufflerie soit accru de 30 %. Pour autant l'EJ10 n’est pas révolutionnaire, les designers se contentant de gommer les imperfections de la 199 ; le poids et le centre de gravité sont abaissés tandis que la ligne générale de la monoplace est conservée.
Après une première course manquée, les deux pilotes exploitent au mieux leur monture lors du Grand Prix du Brésil où Frentzen obtient un podium devant son coéquipier, quatrième. Puis Trulli se classe sixième en Grande-Bretagne et est imité par l'Allemand en Espagne. Il faut attendre les Grands Prix du Canada et de France pour que Trulli inscrive, à deux reprises, le point de la sixième place. En vingt départs, les EJ10 abandonnent à douze reprises, la course au titre mondial est désormais hors de portée ; la crise couve et une évolution de la monoplace apparaît à partir de l'Allemagne. Gascoyne quitte l'équipe pour Benetton Formula, entraînant avec lui l'ingénieur Mark Smith. L'EJ10B permet à Frentzen de se classer sixième en Hongrie et en Belgique avant de terminer à nouveau sur le podium aux États-Unis. Le bilan de la saison est très décevant : sixième du classement des constructeurs avec 17 points, aucune victoire et une moyenne d'un point inscrit par épreuve. Malgré cela, les deux pilotes confirment leur engagement pour la saison suivante tandis qu'Eddie Jordan signe un partenariat moteur d'une durée de quatre ans avec Honda. L'écurie disposera du même bloc que BAR, l'équipe semi-officielle Honda. Financièrement, les ennuis commencent à se profiler pour l'écurie lorsque Warburg Pincus, déçu du retour sur investissement, revend sa part dans l'écurie à un fonds d'investissement irlandais : en deux ans, les actions ne valent plus que le quart de leur valeur initiale.
Tim Holloway, promu chef-designer au départ de Gascoyne, est chargé de finaliser la conception de l'Jordan EJ11 engagée en 2001. Les EJ10 et EJ10B, trop conservatrices, se sont montrées rapidement dépassées par la concurrence d'autant plus que le bloc Mugen manquait de fiabilité. À la suite du changement de réglementation, Holloway travaille surtout sur la partie avant de la monoplace mais la prise d’air est revue ainsi que le dessin des pontons. La monoplace reçoit un V10 Honda RA 001E, évolution du moteur qui équipait les BAR en 2000 et qui est donné pour environ 800 chevaux bien que Takefumi Hosaka, le patron de Honda en Formule 1 ne pense pas que sa création soit au niveau des Ferrari ou des Mercedes. Sur le museau de la monoplace, le bourdon laisse sa place à une gueule béante de requin dans la droite ligne des Curtiss P-40 Warhawk de l'escadrille des Tigres volants.

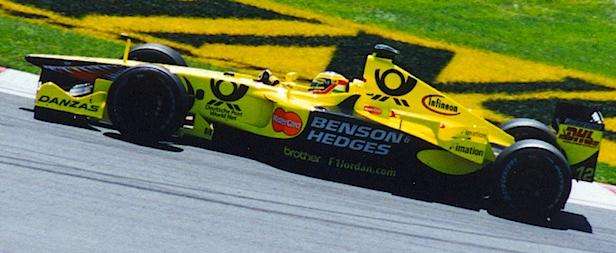
Jarno Trulli sur Jordan EJ11 au GP du Canada en 2001.

En Australie, lors du Grand Prix inaugural, Frentzen hisse sa monoplace à la cinquième place, ce qui laisse augurer d'une belle saison. De fait, les pilotes inscrivent des points lors de chacune des cinq premières manches. Puis la machine s’enraye à partir de l'Autriche : disqualification de Trulli, rupture de boîte, accident de Frentzen. Au Canada, Frentzen, blessé, est remplacé par le pilote-essayeur Ricardo Zonta qui ne fait mieux que septième. Trulli termine cinquième en France lorsque Jordan limoge Frentzen, en difficulté depuis le début de saison. Eddie Jordan était en froid avec l'Allemand qui savait que son patron était en négociation avancée pour 2002 avec le pilote japonais Takuma Satō (dans l'objectif de plaire à Honda et d'accéder au même statut de partenaire officiel que le rival BAR). L'Allemand étant débarqué à l'approche de son Grand Prix national, des tensions se font jour avec le commanditaire Deutsche Post qui envisage de casser son partenariat. Frentzen, en vertu de la clause spéciale de son contrat qui lui permettait unilatéralement de le prolonger, intente un procès à son ex-employeur qui doit lui payer son salaire 2002 (la saison prolongée) ainsi que six millions de dollars de dommages et intérêts. Frentzen trouve refuge chez Prost Grand Prix et échange son baquet avec Jean Alesi qui inscrit un point en Belgique alors que Trulli se classe quatrième à Indianapolis. À la fin du championnat Jordan a fait à peine mieux qu'en 2000 : cinquième avec 19 points, devant le rival direct BAR, mais a compromis la saison à venir : Benson et Hedges, déçu des résultats, diminue sa contribution financière et est imité par la Deutsche Post, vexée. L'écurie, qui n'avait cessé d'étoffer son personnel est obligée de réduire ses effectifs, notamment au sein du département recherche et développement. 

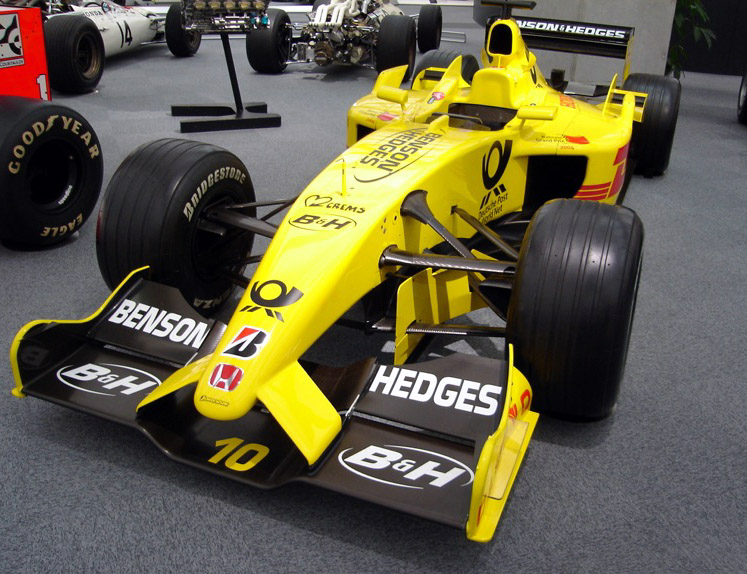
La Jordan EJ12 de 2002 de Takuma Satō.

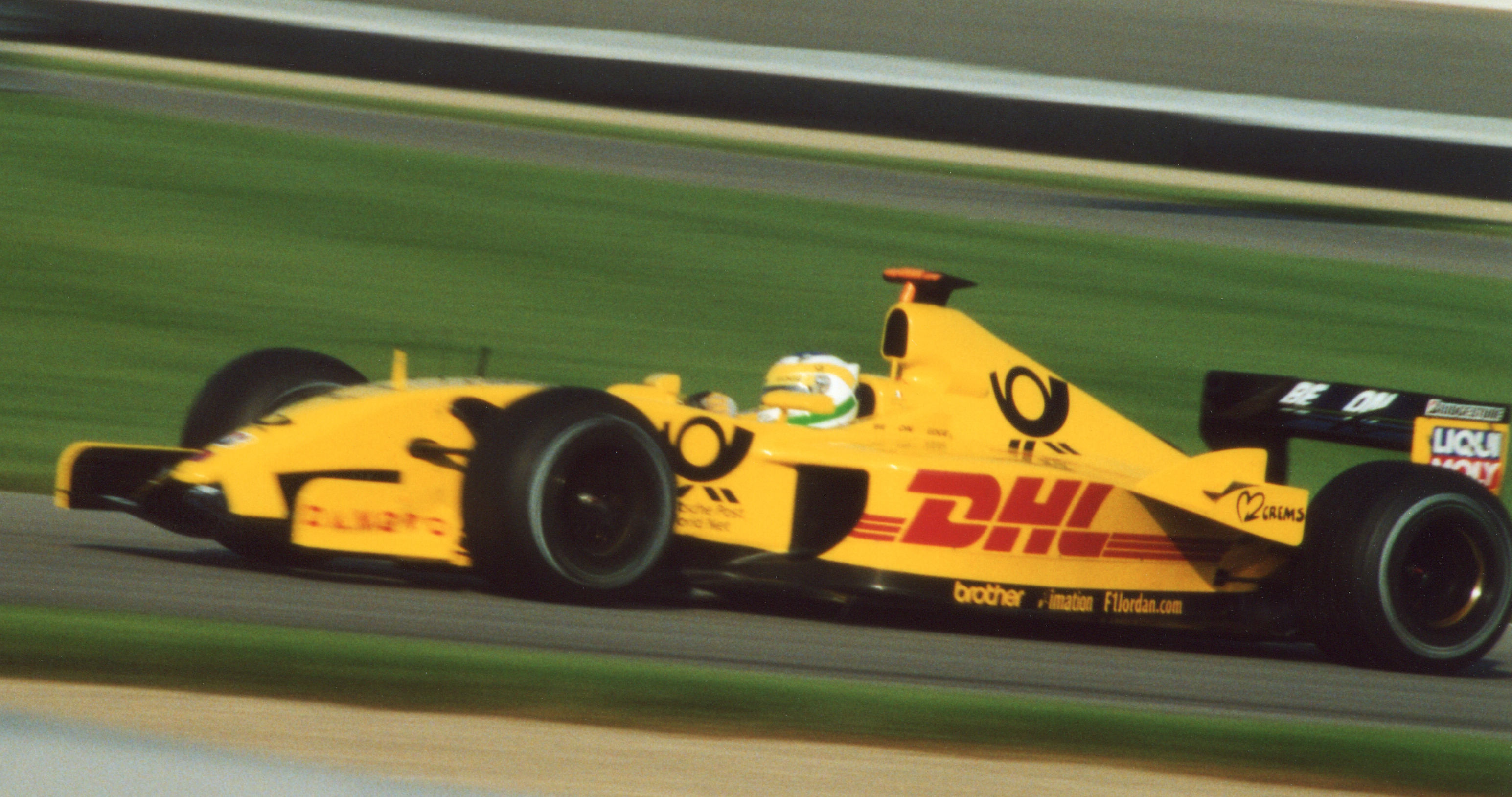
Fisichella sur la Jordan EJ12 à Indianapolis en 2002.

2002 s'annonce difficile pour l'écurie bien qu'elle dispose d'un énorme budget de 190 millions de dollars, du moteur Honda et de Takuma Satō, ex-pilote d'essai BAR soutenu par le motoriste japonais. Mais depuis quelques années, les différentes affaires (départ de Gascoyne, perte de Warburg Pincus, imbroglio Frentzen, départ de Trulli, mauvaise gestion du budget de l'écurie, non mise à niveau des installations techniques de l'usine) nuisent à la réputation de l'écurie. Heureusement pour Jordan, Gary Anderson fait son retour, après un passage par le CART ; toutefois il ne reprend pas son ancienne fonction de directeur technique mais occupe le poste de directeur sportif. La conception de la Jordan EJ12 est du ressort d'Eghbal Hamidy, de John McQuilliam et de Tim Holloway. L’objectif de la saison est seulement de battre British American Racing qui dispose du même moteur mais a l'avantage d’être prioritaire sur Jordan en matière de développement des pneumatiques Bridgestone.
Il faut attendre le sixième Grand Prix, en Autriche, pour que Giancarlo Fisichella ouvre le compteur en se classant cinquième de l'épreuve ; il récidive lors des épreuves suivantes (Monaco et Canada) alors que Satō a beaucoup de mal à s'adapter. Fisichella redouble d'efforts, sans réel succès, pour tirer le meilleur de sa monoplace en qualifications mais, à cause de ses départs en milieu ou en fond de grille, ne marque qu'un nouveau point en Hongrie. Satō n'inscrit ses premiers points (cinquième) qu'au dernier Grand Prix de la saison, pour son épreuve nationale. Bien que le bilan soit modeste, 9 points et la sixième place du championnat, Jordan se classe devant BAR qui termine huitième avec 7 points. Pourtant les dirigeants d’Honda annoncent qu'ils ne fourniront plus que BAR en 2003 ; Takuma Satō quitte alors Jordan pour poste d'essayeur dans l'écurie rivale et Deutsche Post cesse son partenariat.

### 2003-2004

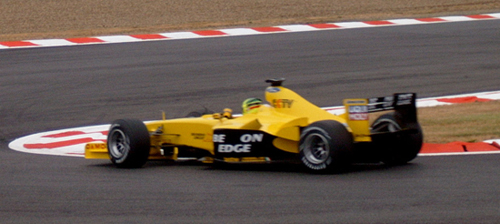
Ralph Firman sur Jordan EJ13 lors du GP de France 2003

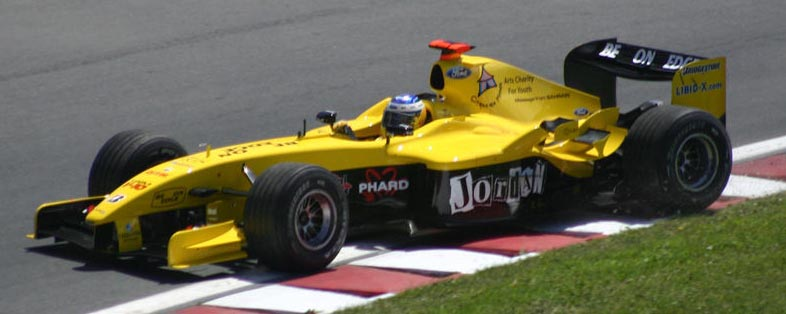
Nick Heidfeld sur Jordan EJ14 au Canada en 2004

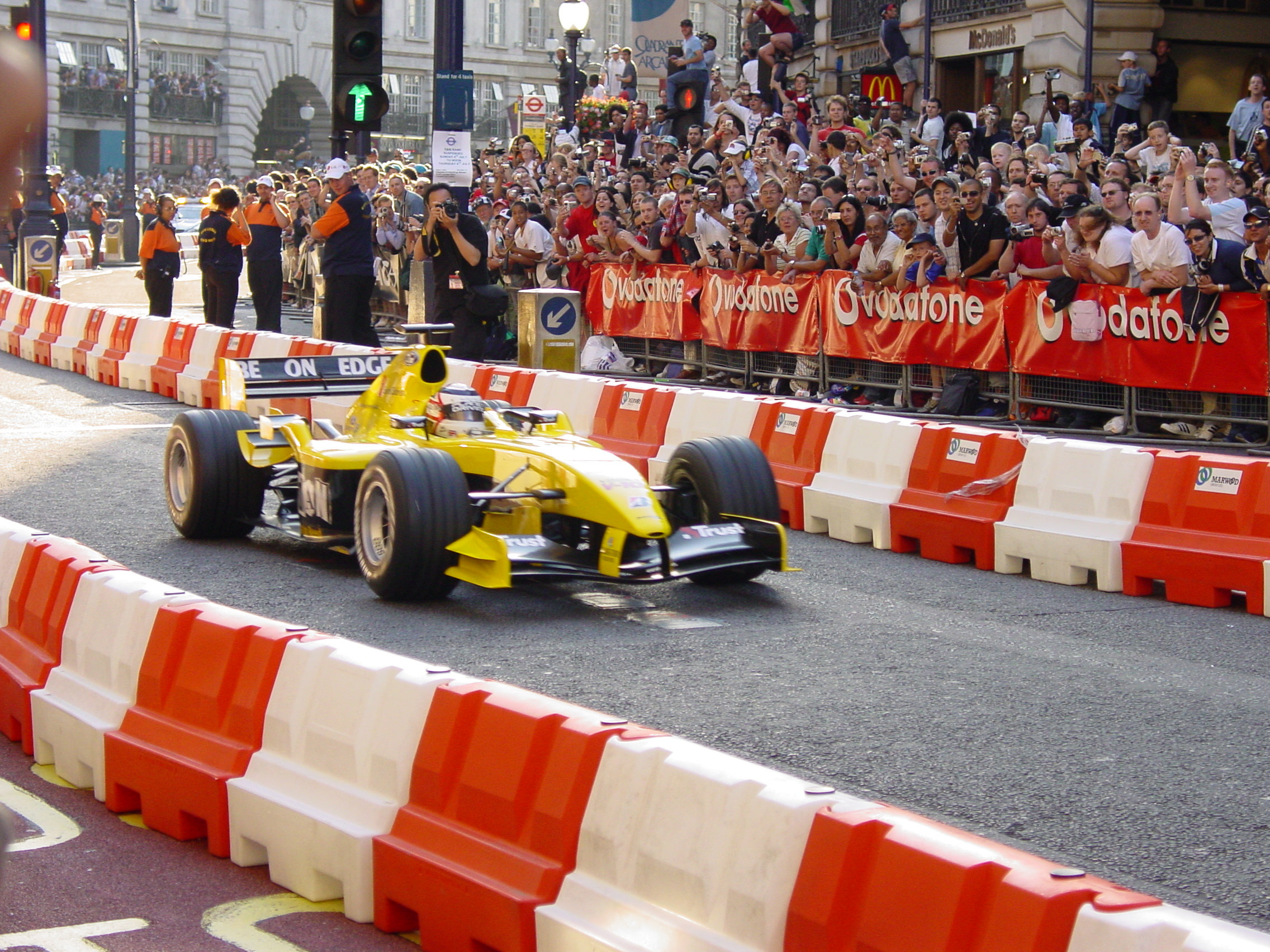
Nigel Mansell en démonstration sur Jordan EJ14 dans les rues de Londres en 2004

La préparation de la saison 2003 est une véritable gageure pour l'écurie qui ne dispose plus que d'un budget d'environ 70 millions de dollars (incluant le dédommagement de 25 millions de dollars que verse Honda à la suite de la rupture du contrat initial de quatre ans, afin de financer le coût du V10 Cosworth pour la saison). La perte du sponsor principal et l'échec des négociations avec l'opérateur internet Orange qui sponsorisait Arrows conduit à une compression de personnel, au départ de Gary Anderson et a des répercussions immédiates sur les essais hivernaux qui nécessitent des budgets importants, surtout lorsqu'on doit concevoir une monoplace autour d'un nouveau moteur. Jordan réussit à obtenir un Cosworth V10 mais ne dispose pas de l'attention privilégiée qu'aura l’écurie officielle Jaguar Racing. En raison des contraintes budgétaires, les Jordan EJ13 de John McQuilliam et Henri Durand tournent peu et insuffisamment pour valider les nouvelles solutions techniques. Fisichella poursuit l'aventure et est rejoint par le novice Ralph Firman (fils d'un ancien mécanicien d'Emerson Fittipaldi connu pour être le fondateur des châssis de Formule Ford Van Diemen) qui a remporté un titre de champion britannique de Formule 3 et également le Grand Prix de Formule 3 de Macao.
Alors que rien de bon ne semble attendre cette écurie en pleine déliquescence, le miracle se produit au Brésil, course prévue sur 71 tours mais stoppée au 54e après les accidents de Mark Webber et Fernando Alonso. La victoire, d'abord attribuée à Kimi Räikkönen est, quatre jours plus tard, rendue à Fisichella, en tête lors du tour précédent l’arrêt de la course. Le Romain remporte son premier succès en 110 départs. Durant la suite de la saison, Fisichella marque deux points aux États-Unis tandis que Firman n'inscrit qu'un seul point, en Espagne, et son éphémère remplaçant Zsolt Baumgartner (deux piges en Hongrie et Italie) ne parvient à se classer. Avec 13 points, Jordan n'est plus que l'ombre d'elle-même au point de ne constituer une réelle menace que pour la Scuderia Minardi, la seule équipe non-classée de la saison ; Fisichella quitte l'écurie pour Sauber.

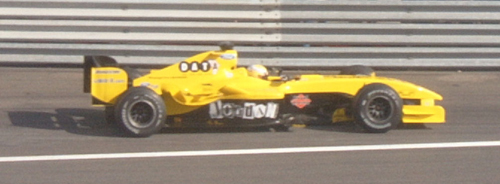
Giorgio Pantano sur Jordan EJ14 en 2004

La saison 2004 s'annonce extrêmement difficile pour la désormais modeste écurie irlandaise. Les principaux partenaires financiers ont déserté et, à la suite de l'affaire Vodafone, les nouveaux commanditaires, échaudés, ne se bousculent pas. Eddie Jordan avait en effet intenté un procès à l’encontre de l’entreprise de téléphonie avec laquelle il était en négociation mais qui a préféré s’engager avec Ferrari. Le savoir-faire technique qui émanait de l'écurie a disparu, Eddie Jordan n'a que très peu investi dans ses installations techniques depuis plusieurs années, la soufflerie n'est plus au niveau, le personnel réduit et le budget tombé à 50 millions de dollars pour la saison. La Jordan EJ14 est mise au point par John McQuilliam aidé de Gary Anderson qui a repris son ancien rôle de directeur technique avant de quitter le navire en perdition. Les seules satisfactions sont la certitude de disposer du V10 Cosworth (Jordan a, sans succès, tenté d'obtenir par l'entremise de Ron Dennis, un V10 Mercedes), dont les spécifications techniques sont proches de celles des blocs destinés aux Jaguar Racing et le recrutement de Nick Heidfeld qui apporte une expérience certaine à l’équipe après ses passages chez McLaren Racing, Prost Grand Prix et Sauber ; il est épaulé par le pilote-payant novice Giorgio Pantano, champion d'Allemagne de F3 en 2000.
Heidfeld inscrit les premiers points lors de la sixième manche}, à Monaco, et est imité par Timo Glock, lors de l’épreuve canadienne où Pantano a été mis, provisoirement, à pied par Eddie Jordan. Glock termine la course à la 11e place, avant que les disqualifications des Williams et des Toyota pour freins non conformes, ne lui donnent la septième place finale (et la huitième à Heidfeld). Glock retrouve ensuite son poste de troisième pilote jusqu'en Chine où il remplace définitivement Pantano et termine quinzième des trois courses auxquelles il prend part. Jordan n'a marqué qu’en deux occasions dans la saison et, avec 5 points, ne devance que Minardi. Le bilan sportif est aussi catastrophique que l'année précédente et le bilan financier est pire. À la fin de la saison, Jordan est contraint de vendre son équipe à Alex Schnaider, Canadien d'origine russe, via sa société Midland spécialisée dans le commerce de métaux.

### 2005: le rachat par Midland

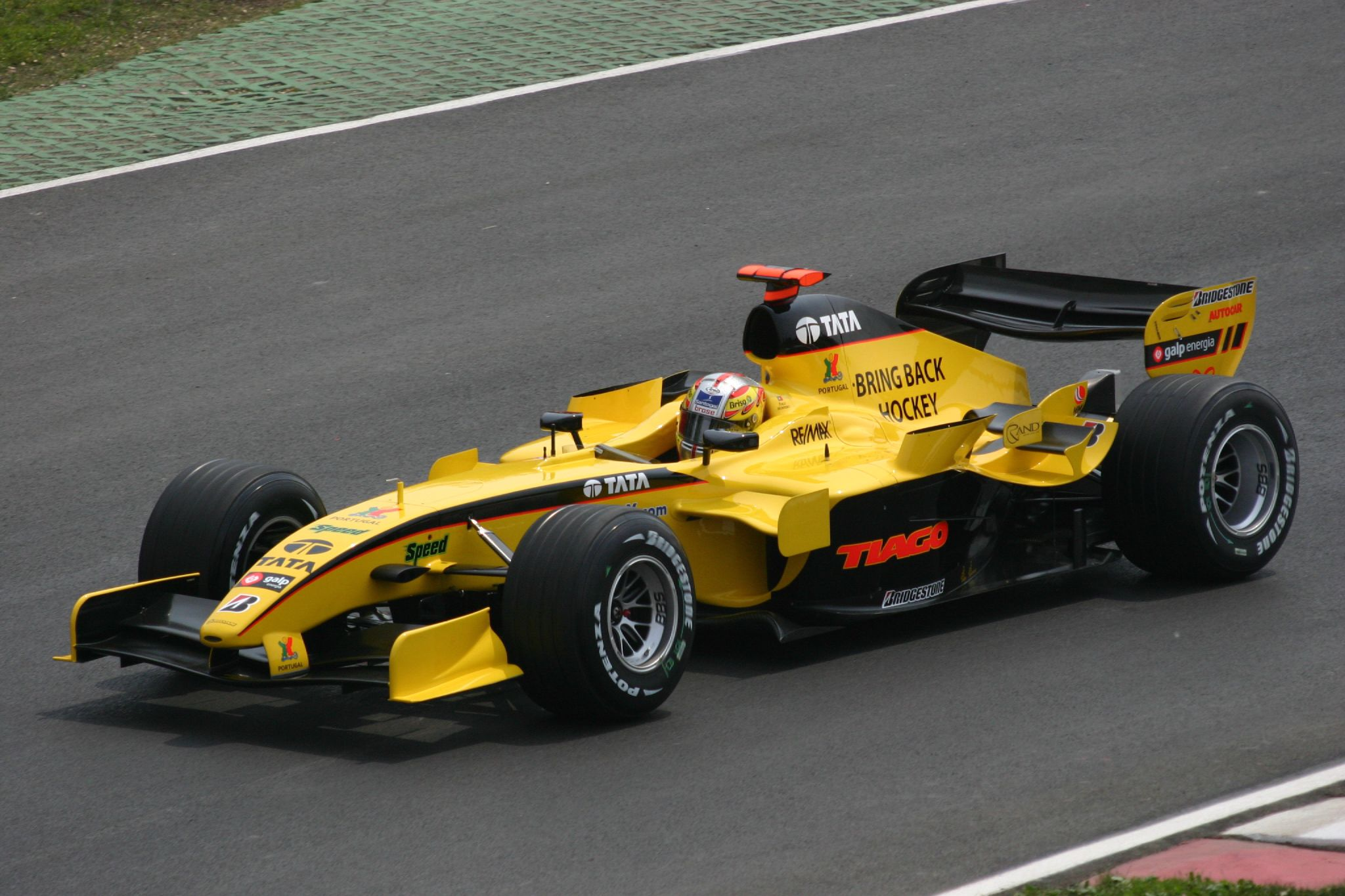
Monteiro sur Jordan EJ15 au GP du Canada 2005

En 2005, l'organigramme de l'écurie est totalement refondu à la suite du changement de propriétaire. Schnaider souhaitait au départ créer sa propre équipe en collaboration avec le constructeur de monoplaces Dallara. Un accord est conclu entre Midland et Jordan sur la base de 50 millions de dollars, mais Ford argue que l'accord de fourniture moteur pour trois ans doit être respecté et réclame 25 millions de dollars, coût de la motorisation. Ainsi, Schnaider acquiert alors Jordan Grand Prix pour 25 millions de dollars et conserve Eddie Jordan au poste désormais de « responsable commercial ». 

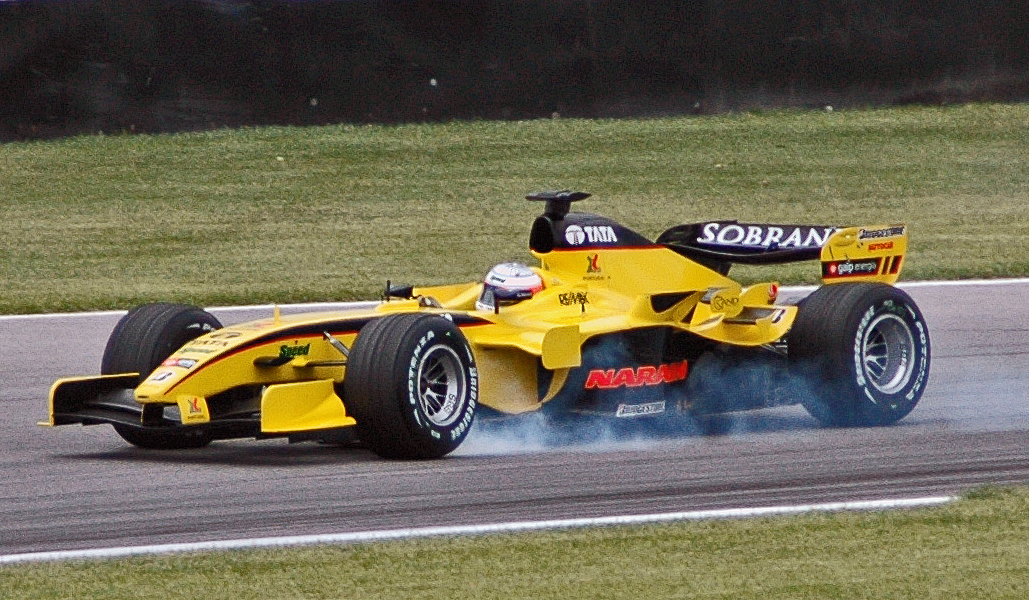
Karthikeyan sur Jordan EJ15 au GP des États-Unis 2005

La Jordan EJ15 (la dénomination de l'écurie et des monoplaces est provisoirement conservé) est dessinée par John McQuilliam et motorisée par le V10 Toyota RVX-04. Comme du temps de la rivalité avec BAR, le seul objectif de la saison est d'essayer de se classer au même niveau que l'écurie officielle Toyota F1 Team qui dispose du même moteur. Deux nouveaux pilotes-payants sont recrutés : Tiago Monteiro et Narain Karthikeyan, premier pilote indien en Formule 1.
Les huit premiers Grands Prix ne permettent pas aux pilotes d'inscrire le moindre point, Monteiro se faisant toutefois remarquer en passant sous le drapeau à damier lors de chaque épreuve. Au Grand Prix des États-Unis, à la suite du crash de Ralf Schumacher, toutes les écuries disposant de pneumatiques Michelin jugés responsables de l'accident, se retirent. Seules les Ferrari, Jordan et Minardi disputent la course ; les Jordan sont à leur place à l’arrivée, juste devant les Minardi, mais inscrivent 11 points, Monteiro montant même sur le podium. Le Portugais, qui rallie 18 fois l'arrivée en 19 départs marque un point supplémentaire grâce à sa huitième place au Grand Prix de Belgique. 
En 2006, l'écurie est rebaptisée Midland F1 Racing et Eddie Jordan débarqué. Midland reste basée à Silverstone et poursuit son partenariat moteur avec Toyota.

## Résultats en championnat du monde de Formule 1
| Saison | Écurie                               | Châssis                  | Moteur            | Pneus       | Pilotes                                                                                       | Grands Prix disputés | Points inscrits | Classement |
| ------ | ------------------------------------ | ------------------------ | ----------------- | ----------- | --------------------------------------------------------------------------------------------- | -------------------- | --------------- | ---------- |
| 1991   | Team 7Up Jordan                      | Jordan 191               | Ford-Cosworth V8  | Goodyear    | Bertrand Gachot Andrea De Cesaris Michael Schumacher Alex Zanardi Roberto Moreno              | 16                   | 13              | 5e         |
| 1992   | Sasol Jordan Yamaha                  | Jordan 192               | Yamaha V12        | Goodyear    | Stefano Modena Mauricio Gugelmin                                                              | 16                   | 1               | 11e        |
| 1993   | Sasol Jordan                         | Jordan 193               | Hart V10          | Goodyear    | Rubens Barrichello Ivan Capelli Thierry Boutsen Emanuele Naspetti Marco Apicella Eddie Irvine | 16                   | 3               | 10e        |
| 1994   | Sasol Jordan                         | Jordan 194               | Hart V10          | Goodyear    | Rubens Barrichello Eddie Irvine Andrea De Cesaris Aguri Suzuki                                | 16                   | 28              | 5e         |
| 1995   | Total Jordan Peugeot                 | Jordan 195               | Peugeot V10       | Goodyear    | Rubens Barrichello Eddie Irvine                                                               | 17                   | 21              | 6e         |
| 1996   | Benson & Hedges Total Jordan Peugeot | Jordan 196               | Peugeot V10       | Goodyear    | Rubens Barrichello Martin Brundle                                                             | 16                   | 22              | 5e         |
| 1997   | Benson & Hedges Total Jordan Peugeot | Jordan 197               | Peugeot V10       | Goodyear    | Ralf Schumacher Giancarlo Fisichella                                                          | 17                   | 33              | 5e         |
| 1998   | Benson & Hedges Jordan               | Jordan 198               | Mugen-Honda V10   | Goodyear    | Damon Hill Ralf Schumacher                                                                    | 16                   | 34              | 4e         |
| 1999   | Benson & Hedges Jordan               | Jordan 199               | Mugen-Honda V10   | Bridgestone | Damon Hill Heinz-Harald Frentzen                                                              | 16                   | 61              | 3e         |
| 2000   | Benson & Hedges Jordan               | Jordan EJ10 Jordan EJ10B | Mugen-Honda V10   | Bridgestone | Heinz-Harald Frentzen Jarno Trulli                                                            | 17                   | 17              | 6e         |
| 2001   | B&H Jordan Honda                     | Jordan EJ11              | Honda V10         | Bridgestone | Heinz-Harald Frentzen Jarno Trulli Ricardo Zonta Jean Alesi                                   | 17                   | 19              | 5e         |
| 2002   | DHL Jordan Honda                     | Jordan EJ12              | Honda V10         | Bridgestone | Giancarlo Fisichella Takuma Satō                                                              | 17                   | 9               | 6e         |
| 2003   | Jordan Ford                          | Jordan EJ13              | Ford-Cosworth V10 | Bridgestone | Giancarlo Fisichella Ralph Firman Zsolt Baumgartner                                           | 16                   | 13              | 9e         |
| 2004   | Jordan Ford                          | Jordan EJ14              | Ford-Cosworth V10 | Bridgestone | Nick Heidfeld Giorgio Pantano Timo Glock                                                      | 18                   | 5               | 9e         |
| 2005   | Jordan Grand Prix                    | Jordan EJ15 Jordan EJ15B | Toyota V10        | Bridgestone | Tiago Monteiro Narain Karthikeyan                                                             | 19                   | 12              | 9e         |

## Palmarès des pilotes de Jordan Grand Prix
| Pilotes               | Grand Prix disputés | Victoires | Podiums | Points inscrits | Pole positions | Meilleur tour en course |
| --------------------- | ------------------- | --------- | ------- | --------------- | -------------- | ----------------------- |
| Bertrand Gachot       | 10                  | 0         | 0       | 4               | 0              | 1                       |
| Andrea De Cesaris     | 17                  | 0         | 0       | 12              | 0              | 0                       |
| Michael Schumacher    | 1                   | 0         | 0       | 0               | 0              | 0                       |
| Roberto Moreno        | 2                   | 0         | 0       | 0               | 0              | 0                       |
| Alessandro Zanardi    | 3                   | 0         | 0       | 0               | 0              | 0                       |
| Stefano Modena        | 12                  | 0         | 0       | 1               | 0              | 0                       |
| Mauricio Gugelmin     | 16                  | 0         | 0       | 0               | 0              | 0                       |
| Rubens Barrichello    | 64                  | 0         | 2       | 46              | 1              | 0                       |
| Ivan Capelli          | 1                   | 0         | 0       | 0               | 0              | 0                       |
| Thierry Boutsen       | 10                  | 0         | 0       | 0               | 0              | 0                       |
| Marco Apicella        | 1                   | 0         | 0       | 0               | 0              | 0                       |
| Emanuele Naspetti     | 1                   | 0         | 0       | 0               | 0              | 0                       |
| Eddie Irvine          | 31                  | 0         | 1       | 17              | 0              | 0                       |
| Aguri Suzuki          | 1                   | 0         | 0       | 0               | 0              | 0                       |
| Martin Brundle        | 16                  | 0         | 0       | 8               | 0              | 0                       |
| Ralf Schumacher       | 33                  | 0         | 3       | 27              | 0              | 0                       |
| Giancarlo Fisichella  | 49                  | 1         | 3       | 39              | 0              | 1                       |
| Damon Hill            | 32                  | 1         | 1       | 27              | 0              | 0                       |
| Heinz-Harald Frentzen | 43                  | 2         | 8       | 71              | 1              | 6                       |
| Jarno Trulli          | 34                  | 0         | 0       | 18              | 0              | 0                       |
| Ricardo Zonta         | 2                   | 0         | 0       | 0               | 0              | 0                       |
| Jean Alesi            | 5                   | 0         | 0       | 1               | 0              | 0                       |
| Takuma Satō           | 17                  | 0         | 0       | 2               | 0              | 0                       |
| Ralph Firman          | 14                  | 0         | 0       | 1               | 0              | 0                       |
| Zsolt Baumgartner     | 2                   | 0         | 0       | 0               | 0              | 0                       |
| Nick Heidfeld         | 18                  | 0         | 0       | 3               | 0              | 0                       |
| Giorgio Pantano       | 14                  | 0         | 0       | 0               | 0              | 0                       |
| Timo Glock            | 4                   | 0         | 0       | 2               | 0              | 0                       |
| Tiago Monteiro        | 19                  | 0         | 1       | 7               | 0              | 0                       |
| Narain Karthikeyan    | 19                  | 0         | 0       | 5               | 0              | 0                       |